# Сејлем Хајтс (Охајо)
Сејлем Хајтс (енгл. Salem Heights) насељено је место без административног статуса у америчкој савезној држави Охајо.

## Демографија
По попису из 2010. године број становника је 3.839.
| Група             | 2000.    | 2010.         |
| Белци             | 0 (0,0%) | 3.624 (94,4%) |
| Афроамериканци    | 0 (0,0%) | 51 (1,3%)     |
| Азијати           | 0 (0,0%) | 48 (1,3%)     |
| Хиспаноамериканци | 0 (0,0%) | 54 (1,4%)     |
| Укупно            | 0        | 3.839         |